# Sainte-Agnès, Isère
Sainte-Agnès är en kommun i departementet Isère i regionen Auvergne-Rhône-Alpes i sydöstra Frankrike. Kommunen ligger i kantonen Domène som tillhör arrondissementet Grenoble. År 2022 hade Sainte-Agnès 565 invånare.

## Befolkningsutveckling
Antalet invånare i kommunen Sainte-Agnès
Referens:INSEE